# (37479) 1130 T-1
(37479) 1130 T-1 est un astéroïde de la ceinture principale aréocroiseur découvert en 1971.

## Description
(37479) 1130 T-1 a été découvert le 25 mars 1971 à l'observatoire Palomar, situé au nord de San Diego en Californie, par Cornelis Johannes van Houten, Ingrid van Houten-Groeneveld et Tom Gehrels.

### Caractéristiques orbitales
L'orbite de cet astéroïde est caractérisée par un demi-grand axe de 1,100 ua, un périhélie de 1,44 ua, une excentricité de 0,28 et une inclinaison de 7,75° par rapport à l'écliptique. Du fait de ces caractéristiques, à savoir un demi-grand axe inférieur à 3,2 ua et un périhélie compris entre 1,3 et 1,666 ua, il croise l'orbite de Mars et est classé, selon la JPL Small-Body Database, comme astéroïde aréocroiseur (aréo venant de Arès).

### Caractéristiques physiques
(37479) 1130 T-1 a une magnitude absolue (H) de 16,7 et un albédo estimé à 0,060.